# Magicienii pe punte cu Hannah Montana
Magicienii pe punte cu Hannah Montana este o trilogie de episoade de tip crossover între trei sitcom-uri originale Disney Channel, care a avut premiere în Statele Unite pe data de 17 iulie 2009 și în România pe 10 octombrie 2010. Crossover-ul este format din episoade din Magicienii din Waverly Place, O viață minunată pe punte și Hannah Montana, observându-i pe Max, Justin și Alex Russo cum se îmbarchează pe vaporul SS Tipton, întâlnindu-se cu personajele regulare din O viață minunată pe punte. În timp ce Zack Martin începe să se îndrăgostească de Alex Russo, Cody încearcă să găsească bilete pentru concertul Hannah Montana din Hawaii, în timp ce Miley Stewart, în drum spre concert, își pierde brățara norocoasă primită de la mama ei, aducându-i ghinion continuu.
- Selena Gomez
- Jake T. Austin
- Brenda Song
- David DeLuise
- Maria Canals Barrera
- David Henrie
- Debby Ryan
- Miley Cyrus
- Doc Shaw
- Bridgit Mendler

## Apariție
Evenimentul a fost vizionat de 10.6 milioane de oameni, devenind cel mai vizionat program de noapte al televiziunii. Mini-serialul a apărut în Marea Britanie pe data de 2 octombrie 2009 ca pare din Disney Channel's big five Friday la 6.30 pm. Crossover-ul a avut premierea pe Disney Channel Estul Mijlociu pe 6 decembrie 2009 ca parte din Specialități de Crăciun și a fost vizionat de 400,000 de oameni. A avut premiere pe Disney Channel America Latină pe 12 februarie 2010 ca parte din Februarie la bord.

## Episoade

### Partea I.Îmbarcarea spre un alt serial
Sezonul 2, episodul 46 din Magicienii din Waverly Place.

### Partea II.Dublă încrucișare
Sezonul 1, episodul 21 din O viață minunată pe punte.
- Director: Rich Correll
- Scriitori: Danny Kallis & Pamela Eells O'Connell

### Partea III.Fată super(stițioasă)
Sezonul 3, episodul 19 din Hannah Montana.
- Director: Rich Correll
- Scriitori: Michael Poryes & Steven Peterman